# トド
トド（胡獱、海馬、魹、Eumetopias jubatus）は、哺乳綱食肉目アシカ科トド属に分類される食肉類。本種のみでトド属を構成する。

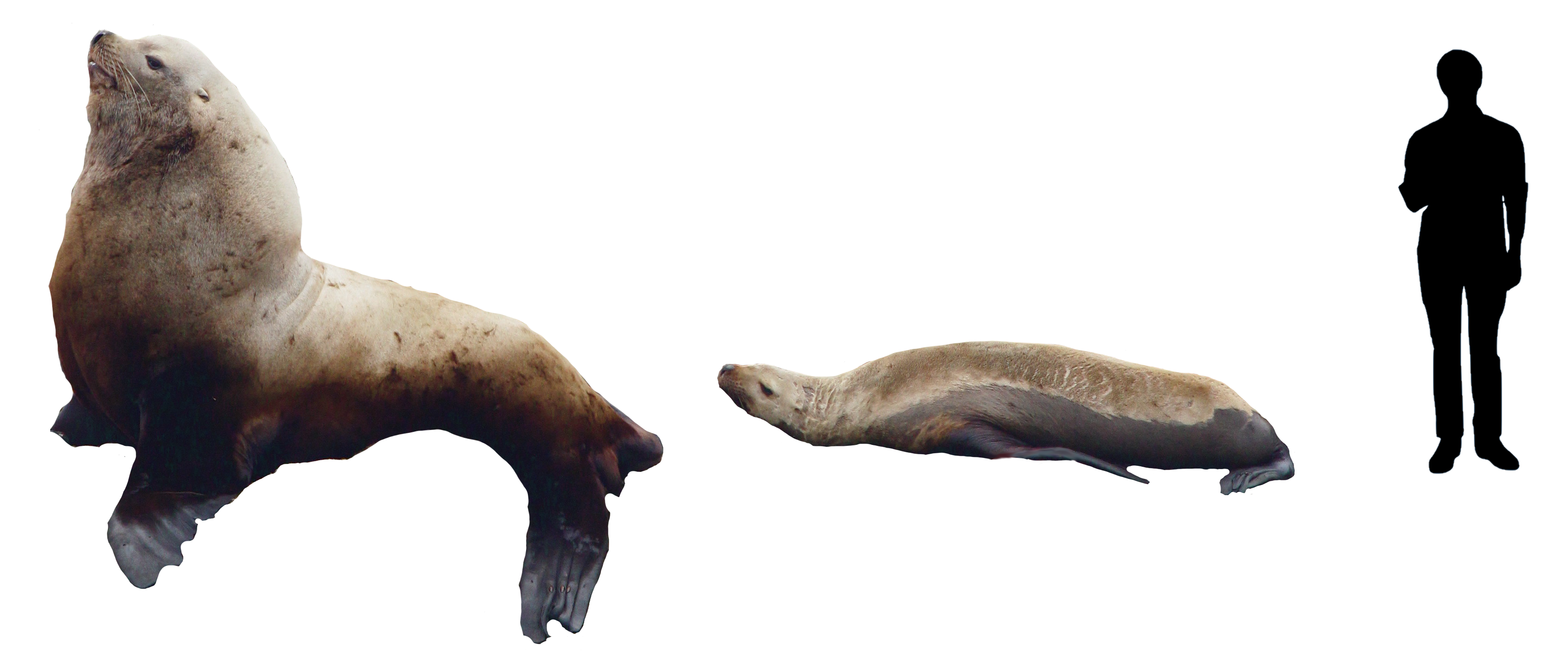
典型的な人間との大きさの比較

## 分布
北太平洋およびその沿海のオホーツク海、ベーリング海。北海道から、カリフォルニア州南部チャンネル諸島にかけて生息する。
繁殖地や上陸地は、アリューシャン列島や千島列島・プリビロフ諸島、カムチャツカ半島東部、アラスカ湾岸、カリフォルニア州中部のサンタクルーズにかけて。日本には千島列島や宗谷海峡の個体群が、冬季に北海道沿岸部（主に道央から北檜山以北の日本海側）へ回遊する。
宗谷岬沖合の弁天島では、2004年頃からトドの上陸数と頻度が増加し始め、2016年春から来遊頭数が急増、上陸・遊泳合わせて6,000頭以上が観察された。

## 形態

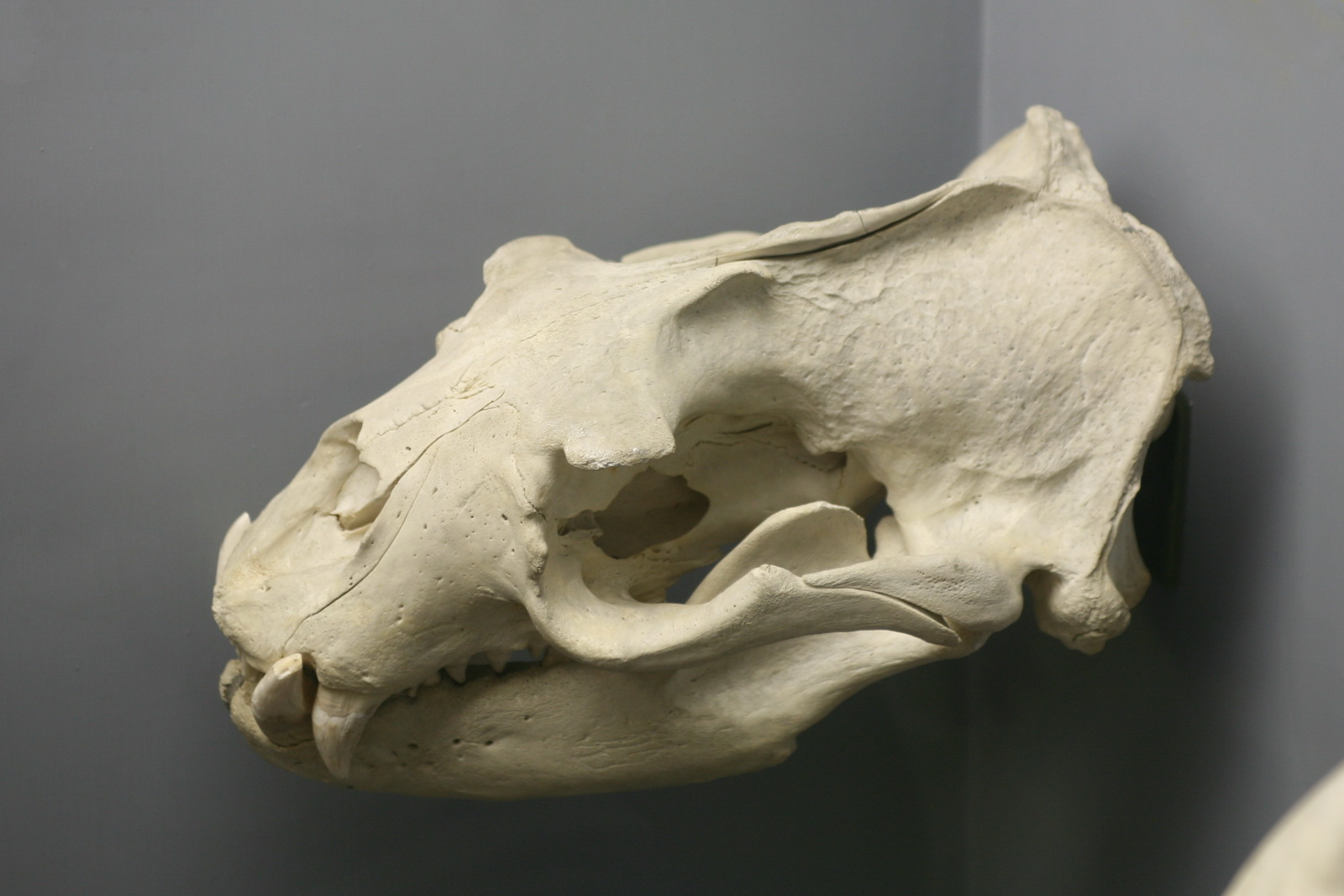
頭骨

最大全長オス330センチメートル。雌290cm 。体重350 ~ 1,120キログラム。アシカ科最大種。背面の毛衣は淡黄褐色、腹面の毛衣は黒褐色。
四肢（鰭）は黒く、体毛で被われない。
出産直後の幼獣は全長1メートル。体重16 - 23キログラム。幼獣は黒褐色の体毛で被われるが、生後半年ほどで生え変わる。オスの成獣は、上半身が肥大化する。額が隆起し、後頭部の体毛が伸長したてがみ状になる。属名Eumetopiasは古代ギリシャ語で「広い額」の意がある語に由来し、種小名jubatusはラテン語で「たてがみがある」の意で、オスに由来する。

## 生態
岩礁海岸から20 - 30キロメートル以内の海域に生息する。昼間は、岩礁海岸に上陸して休む。
カサゴ・シシャモ・スケトウダラ・ヒラメ・メバルなどの魚類や、イカ・タコといった頭足類などを食べる。捕食者として、シャチやネズミザメなどが挙げられる。
繁殖形態は胎生。5 - 7月になるとオスが上陸して縄張りを形成し、数頭から数十頭のメスとハーレムを形成する。主に6月に、1回に1頭の幼獣を産む。授乳期間は1 - 2年。オスは生後3 - 4年、メスは生後3 - 6年で性成熟する。

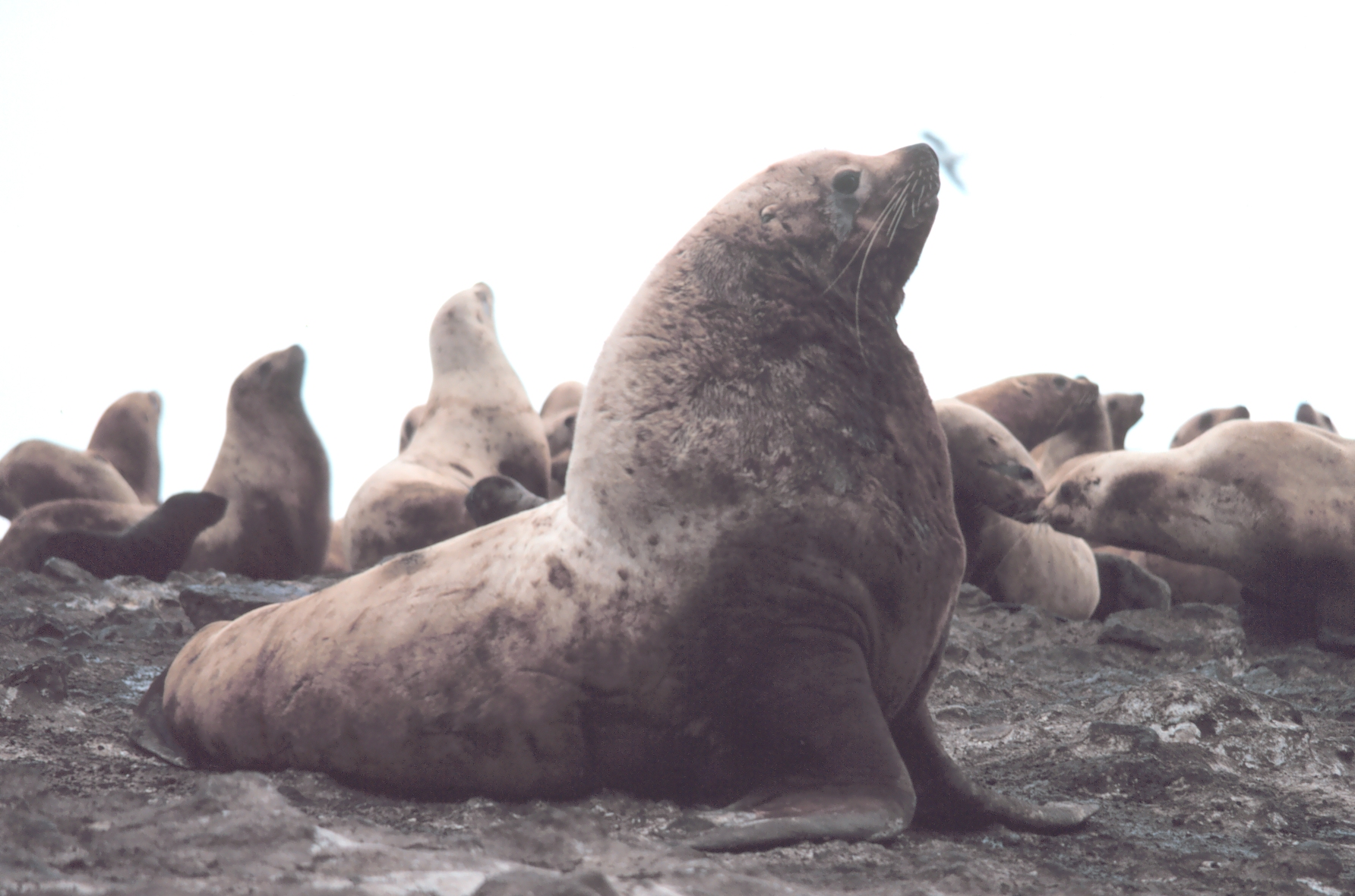
巨大なオス
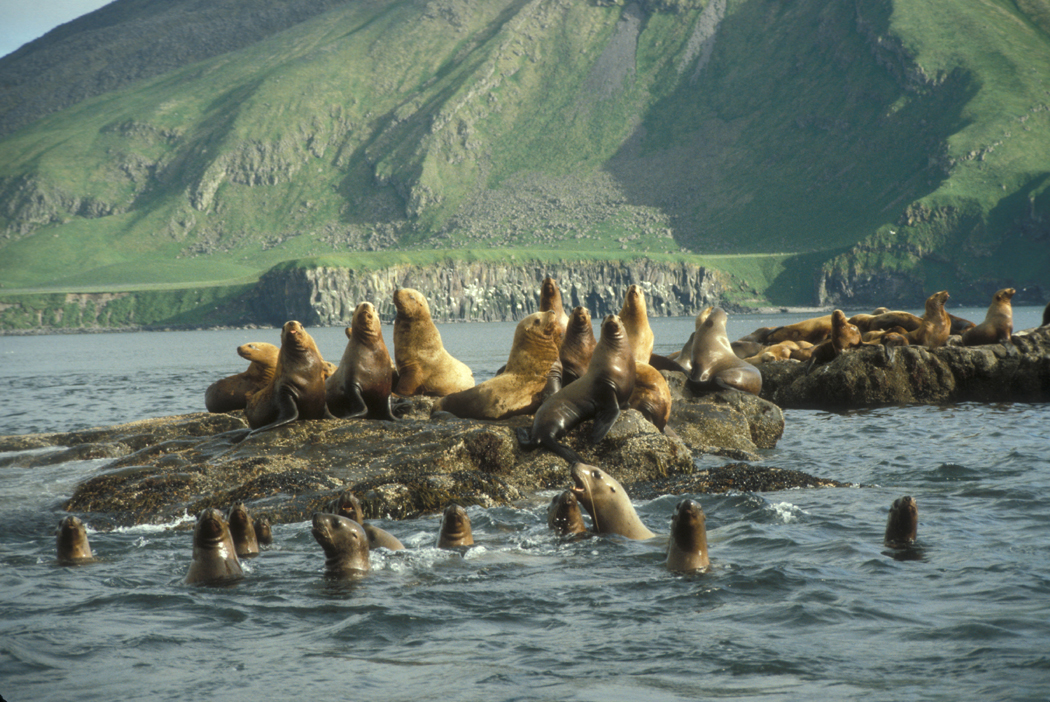
トドは岩礁の上など孤立した場所で休息する
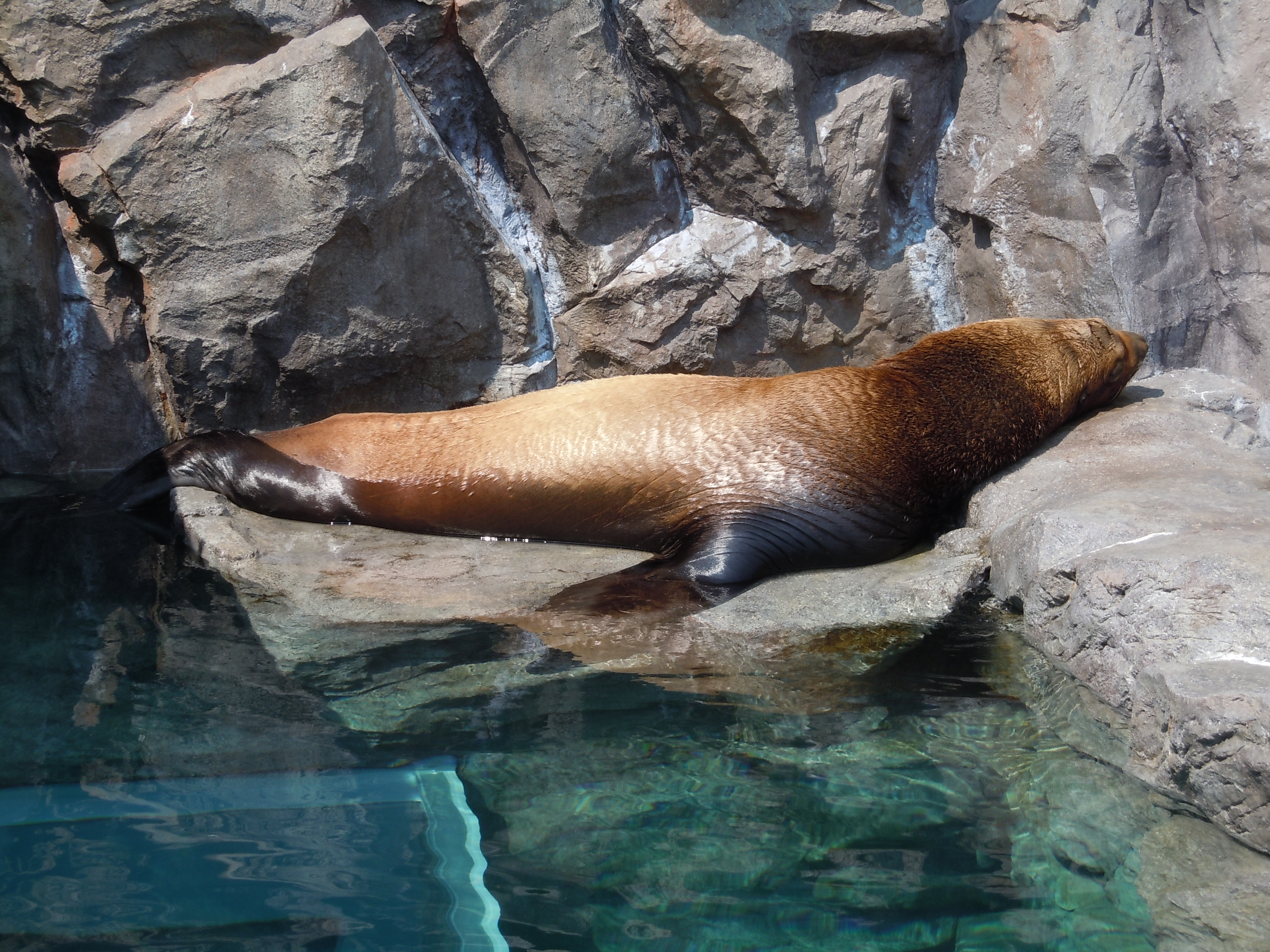
水族館のトドも同じように休息する
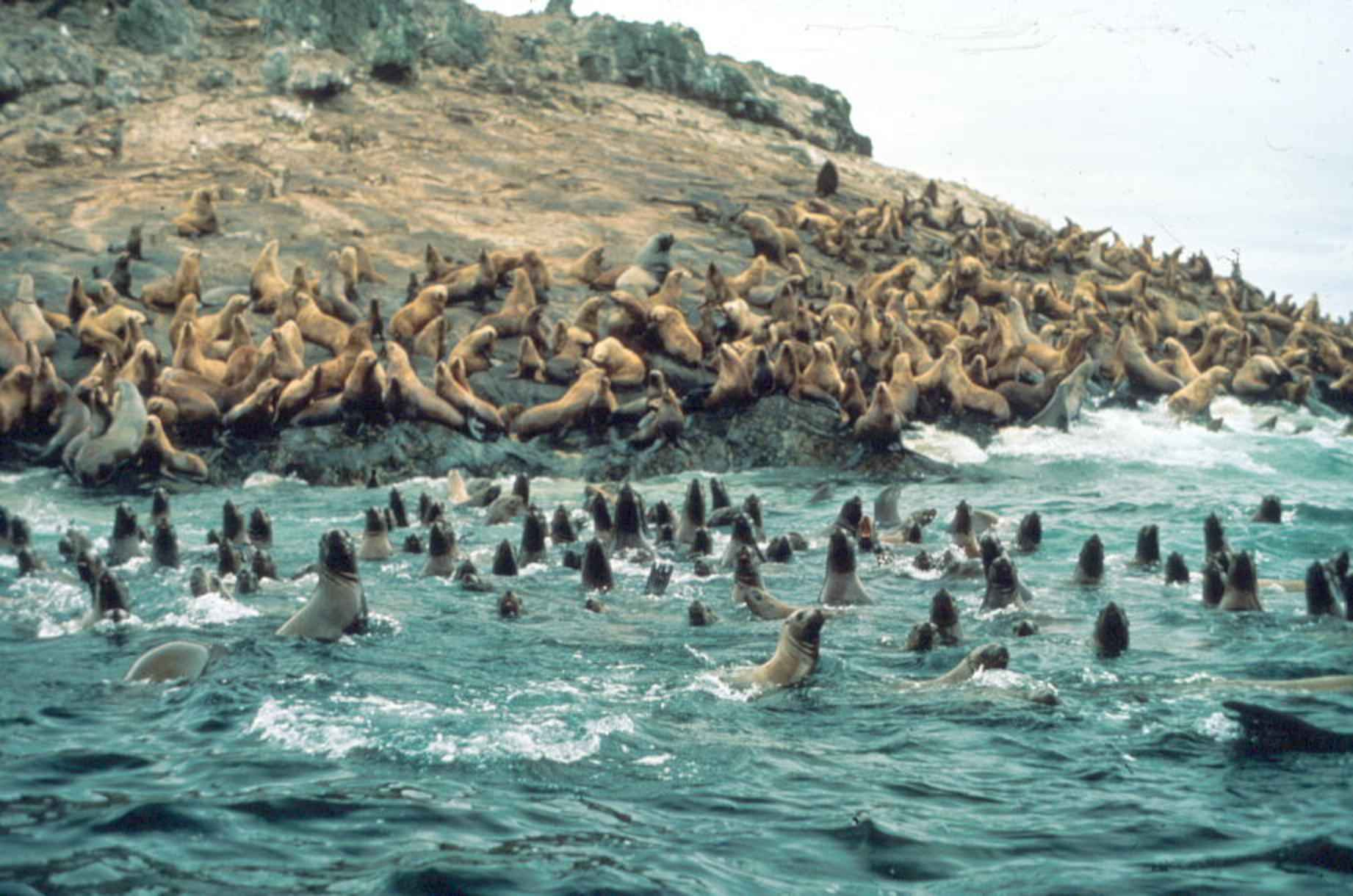
トドの大きな群れ
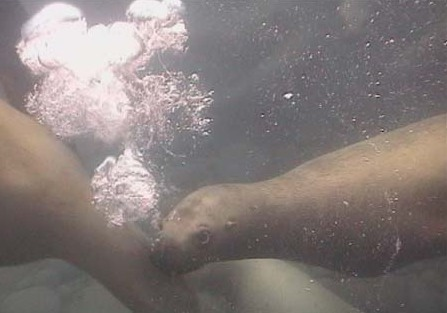
水中でのトド

## 人間との関係
網にかかった漁獲物を奪ったり、漁具を破壊することから漁業関係者からは嫌遠されることもある。日本での1992年以降の本種による漁業損失額は年あたり十億円以上に達する。北海道日本海側での被害が多く、2000年代以降は青森県でも被害が発生している。主に底刺網の被害が多く、7割以上を占め、次いで定置網や底建網での被害もある。以前はキタオットセイやゴマフアザラシによる漁業被害も本種によるものと混同されることが多かったが、2009年以降は北海道庁により区別されるようになっている。一方で漁業被害の増加に反して、生息数自体は減少しており、これは食物の減少による競合の激化、本種が漁網から食物を奪うことに慣れたことも原因だと考えられている（後述）。
日本では漁業被害を防ぐため1959年以降駆除の対象としている。1994年以降は年あたり116頭の駆除頭数制限が設けられている。
漁業との競合、害獣としての駆除などにより、生息数は減少した。1990年代以降は、生息数が増加傾向にある。アメリカ合衆国やロシアでは、保護の対象とされている。1989年における生息数は、116,000頭と推定されている。2015年における生息数は、160,867頭と推定されている。
日本
根室海峡には1970年代は3,000 - 5,000頭が回遊していたが、2000年代には100 - 200頭と激減している。2005 - 2009年の航空調査による冬季の北海道周辺への回遊個体は、最大5,000頭とされる。
準絶滅危惧（NT）（環境省レッドリスト）
2016年現在IUCNでは以下の亜種を認め、それぞれ亜種単位でもレッドリストで判定している。
E. j. jubatus
日本近海産が相当する亜種。ENDANGERED (IUCN Red List Ver. 3.1 (2001))

E. j. monteriensis
LEAST CONCERN (IUCN Red List Ver. 3.1 (2001))

北海道の漁業関係者からは「海のギャング」と呼ばれ有害鳥獣と目されていた。1960年代には、有害鳥獣駆除として航空自衛隊のF-86戦闘機による機銃掃射や、陸上自衛隊の12.7mm重機関銃M2、7.62mm小銃M1などによる実弾射撃が行われていた。
また、トドの生息地の沿岸漁民が行うトド猟または駆除（トド撃ち）は主に繁殖期である春に行われていたため、かつてはNHKのローカルニュースにて「春の風物詩」として毎年報道されていた。
フォーク歌手の友川かずきは当時のニュースを見て『トドを殺すな』という曲を作っている（1976年のアルバム『肉声』に収録）。
基本的に海洋哺乳類は魚を捕食するために漁業関係者に害獣扱いされ駆除される事が多い。2000年代には農林水産省で駆除、環境省で保護という真っ向から相反する政策が取られたこともあった。これは、環境省の評価基準がIUCN（国際自然保護連合）と同じ基準に基づくのに対し、農林水産省では独自の基準を採用しているためである。北海道、知床が世界遺産に登録されたことから、トドの駆除に関しては議論が起こっている。トドは世界的に見れば個体数の減少により保護が叫ばれている。例えば、1960年代には2万頭ちかく来遊していたトドが2000年以降5,000頭ほどまでに減少している事実がある。そういった事実からアメリカ、ロシアでは絶滅危惧種に指定されており、前述のように日本によるトドの駆除は非難されている。それに対して漁業被害が深刻なことから漁業関係者らは駆除の継続を求めている。もっとも、漁業被害はトドの減少を始めた1960年代から悪化し、個体数が減少しても被害は増加するという悪循環に陥っている。これは漁業資源の乱獲による魚自体の減少に伴い、網にかかった魚類を捕食する個体が増えた事が被害増加の原因とされる。
- 北海道版レッドデータブック　-希少種

なお、"トド"という和名は、アイヌ語の"トント"に由来し、これは「無毛の毛皮」つまり「なめし革」を意味する。トドそのものは、アイヌ語でエタシペと呼ばれる。日本各地にトド岩・トド島という地名も散見されるが、過去においては日本ではトドとアシカ（ニホンアシカ）は必ずしも区別されておらず、アシカをトドと呼ぶ事も度々みられ、本州以南のトド岩の主はアシカであったようである。
「トドカレー」は北海道の土産物として、「熊カレー」「えぞ鹿カレー」と並んで、広く知られている。
また、ごく一部の肉の部位は臭みが無く、羅臼などの捕獲地域では刺身で生食されている。